# Mauro Bellugi
Mauro Bellugi (7. únor 1950, Buonconvento, Itálie - 20. únor 2021, Milán, Itálie) byl italský fotbalový obránce. Zemřel 20. února 2021 ve věku 71 let na covid-19. Dne 27. září 2021 byl v jeho rodném městě po něm pojmenován fotbalový stadion.
Od 17 let byl hráčem Interu, nejprve v mládežnickém týmu a od roku 1969 v dospělém týmu. S Nerazzurri získal v sezoně 1970/71 jediný svůj titul v lize. V následující sezoně, došel s týmem do finále poháru PMEZ. V Interu hrál pět sezon a odehrál za ně celkem 140 utkání. Jedinou branku ve své kariéře vstřelil v 3. listopadu 1971 v poháru PMEZ. V roce 1974 odešel do Boloně, kde hrál pět let. Poté hrál hrál jednu sezonu v Neapoli a kariéru ukončil v pouhých 31 letech v roce 1981 v dresu Pistoiese.

## Hráčská statistika
| Sezóna  | Klub      | Liga    | Liga   | Liga       | Ligové poháry | Ligové poháry | Ligové poháry | Kontinentální poháry | Kontinentální poháry | Kontinentální poháry | Celkem | Celkem |
| Sezóna  | Klub      | Soutěž  | Zápasy | Obdr. Góly | Soutěž        | Zápasy        | Góly          | Soutěž               | Zápasy               | Góly                 | Zápasy | Góly   |
| ------- | --------- | ------- | ------ | ---------- | ------------- | ------------- | ------------- | -------------------- | -------------------- | -------------------- | ------ | ------ |
| 1969/70 | Inter     | Serie A | 14     | 0          | IP            | 2             | 0             | Vel.P                | 6                    | 0                    | 22     | 0      |
| 1970/71 | Inter     | Serie A | 19     | 0          | IP            | 0             | 0             | Vel.P                | 1                    | 0                    | 20     | 0      |
| 1971/72 | Inter     | Serie A | 20     | 0          | IP            | 8             | 0             | PMEZ                 | 8                    | 1                    | 36     | 1      |
| 1972/73 | Inter     | Serie A | 21     | 0          | IP            | 10            | 0             | UEFA                 | 4                    | 0                    | 35     | 0      |
| 1973/74 | Inter     | Serie A | 16     | 0          | IP            | 6             | 0             | UEFA                 | 2                    | 0                    | 24     | 0      |
| 1974/75 | Bologna   | Serie A | 23     | 0          | IP            | 5             | 0             | PVP                  | 2                    | 0                    | 30     | 0      |
| 1975/76 | Bologna   | Serie A | 25     | 0          | IP            | 4             | 0             | -                    | 0                    | 0                    | 29     | 0      |
| 1976/77 | Bologna   | Serie A | 2      | 0          | IP            | 4             | 0             | -                    | 0                    | 0                    | 6      | 0      |
| 1977/78 | Bologna   | Serie A | 25     | 0          | IP            | 4             | 0             | -                    | 0                    | 0                    | 29     | 0      |
| 1978/79 | Bologna   | Serie A | 16     | 0          | IP            | 1             | 0             | -                    | 0                    | 0                    | 17     | 0      |
| 1979/80 | Neapol    | Serie A | 26     | 0          | IP            | 4             | 0             | UEFA                 | 4                    | 0                    | 34     | 0      |
| 1980/81 | Pistoiese | Serie A | 20     | 0          | IP            | 0             | 0             | -                    | 0                    | 0                    | 20     | 0      |
| Celkem  | Celkem    | Celkem  | 227    | 0          | -             | 48            | 0             | -                    | 27                   | 1                    | 302    | 1      |

## Reprezentační kariéra
Za reprezentaci nastoupil do 32 utkání. První zápas odehrál 7. října 1972 proti Lucembursku (4:0). Poté reprezentoval svou zem na MS 1974 a MS 1978, kde odehrál prvních pět utkání. Také byl na ME 1980.

### Statistika na velkých turnajích
| Reprezentace | Rok     | Zápasy                         | Zápasy | Zápasy    | Zápasy           | Zápasy           | Zápasy   |
| Reprezentace | Rok     | Fáze turnaje                   | Datum  | Soupeř    | Odehraných minut | Vstřelené branky | Výsledek |
| ------------ | ------- | ------------------------------ | ------ | --------- | ---------------- | ---------------- | -------- |
| Itálie       | MS 1974 | Neodehrál žádné ze 3 utkání    |        |           |                  |                  |          |
| Itálie       | MS 1978 | 1 zápas ve skupině             | 2. 6.  | Francie   | 90               | 0                | 2:1      |
| Itálie       | MS 1978 | 2 zápas ve skupině             | 6. 6.  | Maďarsko  | 90               | 0                | 3:1      |
| Itálie       | MS 1978 | 3 zápas ve skupině             | 10. 6. | Argentina | 6                | 0                | 1:0      |
| Itálie       | MS 1978 | 1 zápas v semifinálové skupině | 14. 6. | NSR       | 90               | 0                | 0:0      |
| Itálie       | MS 1978 | 2 zápas v semifinálové skupině | 18. 6. | Rakousko  | 45               | 0                | 1:0      |
| Itálie       | ME 1980 | Neodehrál žádné ze 4 utkání    |        |           |                  |                  |          |

## Hráčské úspěchy

### Klubové
- 1× vítěz 1. italské ligy (1970/71)

### Reprezentační
- 2× na MS (1974, 1978)
- 1× na ME (1980)

### Vyznamenání
Medaile za atletickou statečnost (1971)